# Mate Meštrović
Mate Meštrović (Zagreb, 13. rujna 1930.), hrvatsko-američki je povjesničar, novinar i političar.

## Životopis
Mate Meštrović rodio se u Zagrebu 1930. godine. U Zagrebu je završio osnovnu školu a daljnje školovanje nastavlja u inozemstvu. Nakon što je njegov otac, hrvatski kipar Ivan Meštrović, s obitelji emigrirao, 1942. godine, živjeli su prvo u Rimu, potom u Švicarskoj a zatim u SAD-u od 1946. godine. Godine 1951. je diplomirao a 1952. godine i magistrirao na Syracuse sveučilištu u SAD. Za vrijeme Korejskog rata bio je u američkoj vojsci u činu poručnika. Nakon povratka iz rata i izlaska iz vojske doktorirao je 1957. godine na Columbia sveučilištu u New Yorku. Nakon toga deset godina je radio kao novinar a poslije je od 1967. do 1991. godine predavao suvremenu europsku povijest na Farleigh Dickinson sveučilištu u New Jerseyju.

## Politička djelatnost
Od 1980. do 1982. godine bio je pročelnik za vanjske poslove a od 1982. do 1991. godine predsjednik Izvršnog odbora Hrvatskog narodnog vijeća (HNV), krovne političke organizacije hrvatskog političkog iseljeništva. Početkom 1990. godine vratio se u domovinu a 1993. godine bio je kao zastupnik izabran u Županijski dom Hrvatskog sabora. Nakon isteka zastupničkog mandata bio je imenovan veleposlanikom Republike Hrvatske u Bugarskoj i na toj dužnosti je bio od 1997. do 2000. godine.

## Djela
- Jugoslav union and the beginning of the Serb Croat conflict, 1918-1923, New York, 1957. (doktorska disertacija)[4]
- What you should know about Communism and why, New York, 1962.
- Southeast Asia, New York, 1974.
- U borbi za Hrvatsku: sabrani članci (1980-1986), Stuttgart, 1986.
- Hrvatsko stanovište o memorandumu Srpske Akademije nauka i umetnosti, Saddle River, NJ., 1987. (suautor Radovan Latković) (engl. izd. The Croatian response to the Serbian national program, Saddle River, NJ., 1988.)
- U vrtlogu hrvatske politike: kazivanje Peri Zlataru, Zagreb, 2003.

## Nagrade i odličja
- 1986.: Ellis Island Medal of Honor.
- 2019.: Mate i supruga Romjana dobili su Komandorski križ Ordena zasluga Republike Poljske.[5]

## Vanjske poveznice
- Mate Meštrović, What you should know about communism and why, (engl.)